# Parectecephala obscurata
Parectecephala obscurata är en tvåvingeart som först beskrevs av Oswald Duda 1930.  Parectecephala obscurata ingår i släktet Parectecephala och familjen fritflugor. Inga underarter finns listade i Catalogue of Life.